# الساندرو فیوردالیسو
الساندرو فیوردالیسو (انگلیسی: Alessandro Fiordaliso؛ زادهٔ ۲۰ مارس ۱۹۹۹) بازیکن فوتبال اهل ایتالیا است.
از باشگاه‌هایی که در آن بازی کرده‌است می‌توان به باشگاه فوتبال تورینو اشاره کرد.